# 4.º governo da ditadura militar (Portugal)
O 4.º governo da Ditadura portuguesa, nomeado a 18 de abril de 1928 e exonerado a 10 de novembro de 1928, foi liderado por José Vicente de Freitas.
A sua constituição era a seguinte:
| Cargo                                | Detentor | Detentor                                                | Período                                       |
| ------------------------------------ | -------- | ------------------------------------------------------- | --------------------------------------------- |
| Presidente do Ministério             |          | José Vicente de Freitas (1869–1952)                     | 18 de abril de 1928 a 10 de novembro de 1928  |
| Ministro do Interior                 |          | José Vicente de Freitas (1869–1952)                     | 18 de abril de 1928 a 10 de novembro de 1928  |
| Ministro da Justiça e dos Cultos     |          | José da Silva Monteiro (1867–1940)                      | 18 de abril de 1928 a 10 de novembro de 1928  |
| Ministro das Finanças                |          | José Vicente de Freitas (interino) (1869–1952)          | 18 de abril de 1928 a 27 de abril de 1928     |
| Ministro das Finanças                |          | António de Oliveira Salazar (1889–1970)                 | 27 de abril de 1928 a 10 de novembro de 1928  |
| Ministro da Guerra                   |          | Júlio Morais Sarmento (1875–1949)                       | 18 de abril de 1928 a 10 de novembro de 1928  |
| Ministro da Marinha                  |          | Aníbal de Mesquita Guimarães (1882–1952)                | 18 de abril de 1928 a 10 de novembro de 1928  |
| Ministro dos Negócios Estrangeiros   |          | António Maria de Bettencourt Rodrigues (1854–1933)      | 18 de abril de 1928 a 10 de novembro de 1928  |
| Ministro dos Negócios Estrangeiros   |          | José Vicente de Freitas (interino) (1869–1952)          | 13 de outubro de 1928 a 15 de outubro de 1928 |
| Ministro do Comércio e Comunicações  |          | José Bacelar Bebiano (1894–1967)                        | 18 de abril de 1928 a 11 de junho de 1928     |
| Ministro do Comércio e Comunicações  |          | José de Araújo Correia (1894–1967)                      | 11 de junho de 1928 a 10 de novembro de 1928  |
| Ministro das Colónias                |          | José Tristão de Bettencourt (não empossado) (1880–1954) | 18 de abril de 1928 a 25 de abril de 1928     |
| Ministro das Colónias                |          | José Bacelar Bebiano (interino) (1894–1967)             | 25 de abril de 1928 a 11 de junho de 1928     |
| Ministro das Colónias                |          | José Bacelar Bebiano (1894–1967)                        | 11 de junho de 1928 a 10 de novembro de 1928  |
| Ministro da Instrução Pública        |          | Duarte Pacheco (1900–1943)                              | 18 de abril de 1928 a 10 de novembro de 1928  |
| Ministro da Agricultura              |          | Joaquim Nunes Mexia (1870–1941)                         | 18 de abril de 1928 a 7 de julho de 1928      |
| Ministro da Agricultura              |          | Joaquim Mendes do Amaral (1889–1961)                    | 7 de julho de 1928 a 10 de novembro de 1928   |
| Ministro da Agricultura              |          | José de Araújo Correia (interino) (1894–1978)           | 16 de julho de 1928 a 18 de julho de 1928     |
|                                      |          |                                                         |                                               |
| Subsecretário de Estado das Finanças |          | Guilherme Luiselo Alves Moreira (1896–1971)             | 1 de maio de 1928 a 10 de novembro de 1928    |